# Patrick van der Duin
Patrick van der Duin (4 oktober 1995) is een Nederlands wielrenner die anno 2017 rijdt voor Alecto Cyclingteam.

## Carrière
In 2017 won Van der Duin de eerste rit in lijn van de Olympia's Tour door de sprint van een tiental renners te winnen. Na nog driemaal bij de beste vijf te zijn geëindigd won hij het puntenklassement, met een voorsprong van vier punten op Jasper Philipsen.

## Overwinningen
2013
4e etappe Coupe du Président de la Ville de Grudziądz
Puntenklassement Coupe du Président de la Ville de Grudziądz
2015
Bergklassement Ronde van Mazovië
2017
1e etappe Olympia's Tour
Puntenklassement Olympia's Tour

## Ploegen
- 2015 –  Cyclingteam Jo Piels
- 2016 –  Cyclingteam Jo Piels
- 2017 –  Baby-Dump Cyclingteam
- 2018 –  Alecto Cyclingteam

Celi · Doets · van der Duin · de Greef · Hooghiemster · Kers · de Kleijn · Korevaar · Oostra · Ottema · Sweering · Timmermans · van Sintmaartensdijk (stagiair)
Celi · Doets · van der Duin · Hooghiemster · de Jong · van der Kooij · Oostra · Ottema · Schouten · van Sintmaartensdijk